# 용호정
용호정은 대한민국 전라남도 구례군 토지면에 있다. 2003년 5월 22일 구례군의 향토문화유산 제3호로 지정되었다.

## 개요
이 정각은 1910년 경술국치 후 군내 뜻있는 유림인사들이 수차 모임을 갖고 항일 울분을 달래기 위해 일제의 탄압과 감시를 피하여 시계를 조직하고 1917년 오두선외 73인이 당시 1,350원을 거출하여 건립하였다. 일제의 압박에도 이곳에서는 선현의 우국 유지를 추모하고 후진을 계도하여 항일사상을 고취주입하며 내심 국치의 한을 시 창작으로 달래며 민족혼을 길러온 정자로서 지금도 그 정계에서 조국발전에 앞장서고 있다. 1930년 김택균외 45인의 출연금, 1945년 노태현외 32인의 출연금으로 보수하였으며, 1992년과 2001년에는 출연금과 군비지원으로 보수하였다.